# Hel van het Mergelland 2008
L'Hel van het Mergelland 2008, trentacinquesima edizione della corsa, valido come evento dell'UCI Europe Tour 2008 categoria 1.1, si svolse il 5 aprile 2008 su un percorso di 185,1 km. Fu vinto dal tedesco Tony Martin, che terminò la gara in 4h 50' 17" alla media di 38,259 km/h.
Dei 134 ciclisti alla partenza furono 37 a portare a termine la competizione.

## Ordine d'arrivo (Top 10)
| Pos. | Corridore         | Squadra         | Tempo    |
| ---- | ----------------- | --------------- | -------- |
| 1    | Tony Martin       | High Road       | 4h50'17" |
| 2    | Adam Hansen       | High Road       | s.t.     |
| 3    | Pieter Jacobs     | Silence         | a 6'52"  |
| 4    | Johnny Hoogerland | Van Vliet-EBH   | s.t.     |
| 5    | Lieuwe Westra     | KrolStonE       | a 6'54"  |
| 6    | Bobbie Traksel    | P3 Transfer     | a 7'39"  |
| 7    | Björn Glasner     | Kuota-Senges    | a 10'39" |
| 8    | František Raboň   | Team High Road  | a 10'41" |
| 9    | Nico Sijmens      | Landbouwkrediet | a 10'59" |
| 10   | Bram Schmitz      | Van Vliet-EBH   | s.t.     |